# Penten
Penten je naziv za sve alkene sa hemijskom formulom. Oni sadrže dvostruku vezu u svojoj molekulskoj strukturi. Postoji šest različitih jedinjenja u ovoj klasi, koja se razlikuju po to tome da li su ugljenici povezani linearno ili na razgranat način, i po tome da li je prisutna cis ili trans dvostruka veza.

## Pravolančani izomeri
1-Pentene je alfa-olefin. 1-Penten se najčešće dobija kao nusproizvod katalitičkog ili termičkog krekovanja nafte, ili tokom produkcije etilena i propilena putem termalnog krekovanja ugljovodoničnih frakcija. Njegova izolacija u čisto jedinjenje se retko vrši. Umesto toga, on se najčešće meša u benzin ili, u smešu sa drugim ugljovodonicima.